# 5009 Sethos
Az 5009 Sethos (ideiglenes jelöléssel 2562 P-L) a Naprendszer kisbolygóövében található aszteroida. Cornelis Johannes van Houten,  Ingrid van Houten-Groeneveld,  Tom Gehrels fedezte fel 1960. szeptember 24-én.
Neve, a Széthosz az egyiptomi Széthi név görögös alakja; Széthinek két fáraót is hívtak.